# سام بنكمان فريد
صموئيل بانكمان فريد  (بالإنجليزية: Sam Bankman-Fried) (من مواليد 6 مارس 1992 )، والمعروف أيضًا بالأحرف الأولى من اسمه SBF ،  رجل أعمال أمريكي ومستثمر وملياردير سابق. وهو المؤسس والرئيس التنفيذي السابق لشركة FTX وهي شركة بورصة العملات المشفرة في الولايات المتحدة،  وكذلك مالك شركة Alameda Research وهي شركة تداول العملات الرقمية.
شهدت FTX أزمة مالية في أواخر عام 2022 مما أدى إلى انهيار العملة المشفرة الأصلية FTT، وفي أثناء الأزمة أعلن بانكمان فريد أنه سينهي العمليات في Alameda Research واستقال من منصب الرئيس التنفيذي لشركة FTX التي رفعت دعوى إفلاس بموجب الفصل 11 .
في الثالث من نوفمبر 2023 تمت إدانة "بانكمان فريد" بسبع تهم تتعلق بالاحتيال والتآمر، بعد أن تداول المحلفون في مانهاتن لمدة تقل عن خمس ساعات يوم الخميس، كما يواجه عقوبة السجن بنحو 20 عاماً عن كل واحدة من التهم الأكثر جدية.
بلغ صافي ثروة بانكمان فريد في ذروتها عند 26 مليار دولار،  في أكتوبر 2022 كانت ثروته الصافية المقدرة 10.5 مليار دولار،  وفي 8 نوفمبر 2022 وسط أزمة الملاءة المالية لشركة FTX أنخفض صافي ثروته بنسبة 94 ٪ في يوم واحد إلى 991.5 مليون دولار، وفقًا لمؤشر بلومبرج للمليارديرات يعد هذا أكبر انخفاض في يوم واحد في تاريخ المؤشر،  بحلول 11 تشرين الثاني (نوفمبر) 2022 اعتبر مؤشر بلومبرج للمليارديرات أن بانكمان فريد لم يعد ثرياً ولا ضمن قائمة المليارديرات ووصفت ضياع ثروته بأنها «واحد من أعظم أحداث ضياع الثروات في التاريخ».
قبل تآكل ثروة بانكمان فريد في نوفمبر كان مانحًا رئيسيًا للحزب الديمقراطي والعديد من القضايا السياسية اليسارية،  كان ثاني أكبر مانح فردي لجو بايدن في دورة انتخابات 2020 حيث تبرع شخصيًا بمبلغ 5.2 مليون دولار،  وتبرع بمبلغ 40 مليون دولار للحزب الديمقراطي خلال انتخابات التجديد النصفي للولايات المتحدة لعام 2022 .